# Rictor Norton
Rictor Norton (Nueva York, 25 de junio de 1945) es un estudioso estadounidense de la historia de la literatura y la cultura, particularmente de la historia gay. Vive en Londres, Inglaterra.

## Biografía
Rictor Norton nació en Nueva York, el 25 de junio de 1945. Consiguió su bachelor en el Florida Southern College en 1967 y su doctorado en la Universidad Estatal de Florida en 1972. Su tesis doctoral trataba sobre la homosexualidad como tema en la literatura inglesa del Renacimiento. Trabajó como instructor en la Universidad Estatal de Florida de 1970 a 1972, donde ensañaba un curso de literatura gay y lésbica en 1971, uno de los primeros cursos universitarios sobre la homosexualidad en los Estados Unidos. Fue un miembro activo del Gay Liberation Front de 1971 a 72 y estuvo envuelto en la campaña contra la ley de sodomía de Florida.
En 1973 se trasladó a Londres, donde ha residido desde entonces, trabajando como periodista, editor, investigador y estudioso libre. Trabajó como editor investigador para la revista quincenal gay de Londres Gay News de 1974 a 1978. Escribió artículos sobre historia y literatura gay para publicaciones como Gay Sunshine y The Advocate en la década de 1970 y para Gay Times posteriormente. En diciembre de 2005 se unió civilmente a su pareja con la que convivía hacía casi treinta años.

## Obra
El primer libro de Norton surgió a parir de su tesis doctoral sobre la homosexualidad en la literatura renacentista inglesa. Fue publicada como The Homosexual Literary Tradition (1972, «La tradición literaria homosexual»).
Norton ha publicado artículos académicos en las revistas Renascence, American Imago, Yearbook of Comparative and General Literature, London Journal, etc. También ha contribuido en los libros Sex Doctors and Sex Crimes, Who's Who in Gay & Lesbian History (Routledge, 2001) y el Oxford Dictionary of National Biography. 
Sus trabajos recientes incluyen Mother Clap's Molly House (1992; 2.ª edición 2006), una historia de los Molly house en Inglaterra, y My Dear Boy (1998), una edición de sesenta grupos de cartas de amor de hombres a otros hombres a través de la historia, desde la Antigua Roma al siglos XX en Estados Unidos. 
También es uno de los principales críticos de la corriente del construccionismo social dentro de los estudios LGBT, cuyo principal representante es Michel Foucault. Al contrario que los contruccionistas, Norton no cree que la homosexualidad sea una construcción social de finales del siglo XIX, sino que se puede reconstruir una continuidad histórica y cultural para los homosexuales por lo menos desde la Grecia Antigua hasta la actualidad. Sus ideas en este sentido se pueden leer en The Myth of the Modern Homosexual: Queer History and the Search for Cultural Unity («El mito del homosexual moderno: historia queer y la búsqueda de la unidad cultural»).

### Obra
- The Homosexual Literary Tradition: An Interpretation. New York: Revisionist Press, 1974.
- Mother Clap's Molly House: The Gay Subculture in England, 1700—1830. London: Gay Men's Press, 1992.
  - una segunda edición, revisada y ampliada, fue publicada por Chalfont Press (perteneciente a Tempus Publishing, Reino Unido) el 10 de octubre de 2006.
- The Myth of the Modern Homosexual: Queer History and the Search for Cultural Unity. London: Cassell, 1997.
- (ed.) My Dear Boy:Gay Love Letters through the Centuries.  Leyland Publications, San Francisco. 1998 ISBN 0-943595-71-1
- Mistress of Udolpho: The Life of Ann Radcliffe. London: Leicester University Press, 1999
- Gothic Readings: The First Wave, 1764-1840. London: Leicester University Press, 2000.
- (ed.) «Sex Doctors and Sex Crimes»: vol. 5 de Eighteenth-Century British Erotica Part I
- (ed.) «Sodomites, Mollies, Sapphists & Tommies»: vol. 5 de Eighteenth-Century British Erotica  Part II

### Ensayos reimpresos enGay Roots
«Gay London in the 1720s»; «Ganymede Raped - The Critic as Censor»; «Reflections on the Gay Movement»; «The Passions of Michelangelo»; «Hard Gemlike Flame: Walter Pater and His Circle»; «The Historical Roots of Homophobia» (contiene material que no ha sido publicado anteriormente); Ed. Winston Leyland, San Francisco: Gay Sunshine Press, Vol. I, 1991; Vol. II, 1993.